# Newport (New Hampshire)
Newport ist der Name einer Town im Sullivan County des US-Bundesstaates New Hampshire in Neuengland. Der Name bezieht sich auf Henry Newport, einen englischen Soldaten und Staatsmann. Der United States Census 2020 zählte in Newport 6299 Einwohner. Es ist Verwaltungssitz von Sullivan County.
Newport liegt 69 Kilometer (43 Meilen) westnordwestlich von Concord, der Hauptstadt von New Hampshire, am Sugar River.

## Geschichte
Das Gebiet des späteren Newport wurde 1753 das erste Mal Kolonialisten zugeteilt, zunächst unter dem Namen Greenville. Da die meisten Eigentümer unter dieser Zuteilung von ihren Rechten keinen Gebrauch machen konnten, wurde das Land 1761 unter dem Namen Newport erneut vergeben. Auch diese Besiedlung verlief langsam, und so wurde die Charter 1769 verlängert. Beim ersten Census von 1790 hatte Newport 780 Einwohner. 1788 wurde in Newport Sarah Buell Hale geboren. Hale war maßgeblich an der Einsetzung von Thanksgiving als Feiertag beteiligt.